# Fritz Schmiedel
Fritz Schmiedel (* 26. März 1906 in Wien; † 1979 in Innsbruck) war ein österreichischer Schauspieler und Theaterregisseur.

## Leben
Fritz Schmiedel erhielt privaten Schauspielunterricht bei dem Burgschauspieler Hermann Wawra und debütierte 1925 am Stadttheater Teplitz-Schönau. Es folgten bis zum Ende des Zweiten Weltkriegs Auftritte an Theatern in Wien und Breslau. Danach hatte er unter anderem Engagements an das Schauspielhaus in Zürich und das Nationaltheater in Mannheim. Ab 1955 übte Fritz Schmiedel neben seiner Tätigkeit als Schauspieler auch die Position des Oberspielleiters am Deutschen Theater in Göttingen aus. Dort konnte man ihn als Hechingen in dem Lustspiel Der Schwierige von Hugo von Hofmannsthal und als Narr in William Shakespeares Komödie Was ihr wollt sehen. Darüber hinaus inszenierte er in Göttingen auch Friedrich Schillers Maria Stuart und Doña Rosita bleibt ledig von Federico García Lorca. Im Jahr 1956 wechselte er an das Landestheater in Hannover und 1960 an das Thalia Theater in Hamburg.
Fritz Schmiedel wirkte auch in Film- und Fernsehproduktionen mit. Darunter befanden sich 1948 und 1949 die französischen Produktionen Die Nervensägen (Les casse-pieds) und Das Schweigen des Meeres (Le silence de la mer) und 1959 die zweiteilige Literaturverfilmung Buddenbrooks von Alfred Weidenmann mit Werner Hinz, Hanns Lothar und Liselotte Pulver. Für seine Darstellung des Anton Klee in dem Spielfilm Der Mann der sich verkaufte aus dem Jahr 1959 von Josef von Báky mit Hildegard Knef, Hansjörg Felmy und Antje Weisgerber wurde ihm der Bundesfilmpreis für die beste männliche Nebenrolle verliehen. Ab den 1960er Jahren war er zudem als Darsteller in zahlreichen Fernsehserien wie Das Kriminalmuseum, Die fünfte Kolonne, Der Kommissar, Die seltsamen Methoden des Franz Josef Wanninger, Der Kurier der Kaiserin, Wenn der Vater mit dem Sohne und Derrick tätig. In dem Fernseh-Dreiteiler des ZDF Der Tod läuft hinterher  verkörperte er 1967 den Mr. Shelby. Er arbeitete auch vereinzelt als Hörspielsprecher. So war er 1977 in Die Eisernen von Aldo Nicolaj  unter der Regie von Ferry Bauer in einer Produktion des ORF zu hören. Neben ihm spielten Heinz Schacht und Elfriede Gollmann.
Fritz Schmiedel starb in Innsbruck und wurde am 12. November 1979 auf dem Friedhof Pötzleinsdorf seiner Heimatstadt Wien beerdigt.

## Filmografie (Auswahl)
- 1948: Hin und her
- 1948: Die Nervensägen (Les casse-pieds)
- 1949: Das Schweigen des Meeres (Le silence de la mer)
- 1950: Cordula
- 1954: Was ihr wollt (Fernsehfilm)
- 1954: Drei vom Varieté
- 1955: Das heilige Experiment (Fernsehfilm)
- 1956: Fuhrmann Henschel
- 1957: Noch minderjährig (Unter Achtzehn)
- 1958: Die Abwerbung (Fernsehfilm)
- 1958: Colombe (Fernsehfilm)
- 1959: Der Mann, der sich verkaufte
- 1959: Buddenbrooks (2 Teile)
- 1960: Mit 17 weint man nicht
- 1960: Kirmes
- 1960: Familie (Fernsehfilm)
- 1960: Geständnis einer Sechzehnjährigen
- 1963: Leutnant Gustl (Fernsehfilm)
- 1963: Die Abrechnung (Fernsehfilm)
- 1963: Ein Alibi zerbricht
- 1964: Wachet und singet (Fernsehfilm)
- 1964: Die Bekehrung des Ferdys Pistora (Fernsehfilm)
- 1964: Das vierte Gebot (Fernsehfilm)
- 1964: Die fünfte Kolonne (Fernsehserie) – Treffpunkt Wien
- 1964: Das Kriminalmuseum (Fernsehreihe) – Der Schlüssel
- 1965: Die fünfte Kolonne (Fernsehserie) – Tivoli
- 1966: Adrian der Tulpendieb (sechsteilige Fernsehserie)
- 1966: Das große Geschäft (Fernsehfilm)
- 1966: Die fünfte Kolonne (Fernsehserie) – Das verräterische Licht
- 1967: Der Befehl (Fernsehfilm)
- 1967: Der Trinker (Fernsehfilm)
- 1967: Der Mieter (Fernsehfilm)
- 1967: Der Tod läuft hinterher (Fernseh-Dreiteiler)
- 1968: Das Kriminalmuseum (Fernsehreihe) – Das Goldstück
- 1969: Der Kommissar (Fernsehreihe) – Die Tote im Dornbusch
- 1969: Die Kobibs’chen des Mr. Miggletwitcher (Fernsehfilm)
- 1970: Die seltsamen Methoden des Franz Josef Wanninger (Fernsehserie) – Der Freund und Helfer
- 1970: Der Kurier der Kaiserin – Die Erbschaft
- 1971: Der Kommissar (Fernsehreihe) – Grau-roter Morgen
- 1971: Der Fall Jägerstätter (Fernsehfilm)
- 1971: Was weiß man denn … (Fernsehfilm)
- 1971: Wenn der Vater mit dem Sohne (Fernsehserie) – Mein Freund Charly + Der Urlaub
- 1973: Der Kommissar (Fernsehreihe) – Rudek
- 1974: Der Kommissar (Fernsehreihe) – Mit den Augen eines Mörders
- 1975: Derrick (Fernsehserie) – Mitternachtsbus